# 黃龍躍
黃龍躍，字又勿，號惕庵，廣西全州人。明末解元。

## 生平
崇禎十五年（1642年）舉廣西鄉試第一名。崇禎十七年（1644年），李自成大軍破北京，黃龍躍拒不為官，南逃直南京，與家人訣别曰：「天下事去矣！我輩讀書何事。」從此不知所蹤。